# Calafat
Calafat je grad u županiji Dolj, u regiji Oltenia, u južnoj Rumunjskoj. Leži na rijeci Dunav, nasuprot bugarskog grada Vidina, s kojim ga povezuje most Calafat-Vidin, otvoren 2013. Nakon uništenja kasnoantičkih mostova, Kalafat je stoljećima bio povezan s južnom obalom Dunava čamcem ili skelom.
U blizini grada nalaze se tri sela koja mu administrativno pripadaju: Basarabi, Ciupercenii Vechi i Golenți.

## Povijest
Calafat su osnovali genovski kolonizatori u 14. stoljeću. Ti su koloni zapošljavali mnoštvo lokalne radne snage na popravku brodova koji su se nazivali Calafatis, po čemu je grad dobio ime.
U siječnju 1854., tijekom Krimskog rata, kada su ruske snage krenule uz Dunav, zapovjednik turske vojske u Calafatu Ahmed-paša izvršio je iznenadni napad na privremeni ruski garnizon pod zapovjedništvom pukovnika Alexandera Baumgartena u blizini Cetatea. To je usporilo početni ruski prodor i omogućilo Ahmed-paši da konsolidira svoje snage u Calafatu. Dana 28. siječnja, Rusi pod zapovjedništvom generala Josepha Carla von Anrepa stigli su do Calafata i započeli opsadu koja je trajala do svibnja. Ruska je vojska pretrpjela gubitke uzrokovane zaraznim bolestima i nije uspjela zauzeti grad, te je Anrep naredio povlačenje.
Kalafat je proglašen općinom 1997.

## Prijevoz
Calafat se nalazi na riječnom koridoru VII-Dunav i paneuropskom koridoru IV koji počinje u Njemačkoj i završava u Istanbulu i Solunu. Grad je i raskrižje važnih državnih cesta DN56, DN56A i DN55A i europske rute E79. Grad Calafat i njegov susjed, Vidin (Bugarska), povezani su mostom preko Dunava u području zvanom Bașcov (Dunavski most 2 ili "Most Nova Evropa") koji je izgradila španjolska tvrtka Fomento de Construcciones y Contratas. Projekt izgradnje dunavskog mosta na području Calafat-Vidin datira još iz 1925. godine. Cestovni promet između Vidina i Calafata svake se godine udvostručavao, pa se nametnula potreba za izgradnjom mosta s četiri prometne trake, željezničkom prugom, trakom širine dva metra za bicikle i pločnikom za pješake. Novoizgrađeni most nosi ime "Most Nova Evropa" ukupne duljine 1971 m, a troškovi izgradnje se procjenjuju na oko 200 milijuna američkih dolara. Službeno je otvoren 14. lipnja 2013.

## Tisak
U Calafatu izlazi nekoliko gradskih novina. Najznačajnije su Ziarul De Calafat, koje postoje i kao mrežni portal i Calafat Live.

## Pobratimljeni gradovi
Calafat je pobratimljen s:
- Vidin, Bugarska
- Zaječar, Srbija
- Duiven, Nizozemska
- Biñan, Filipini

## Vanjske poveznice
- Gradska vječnica Calafata, pristupljeno 27. prosinca 2021.